# Gurus du sikhisme

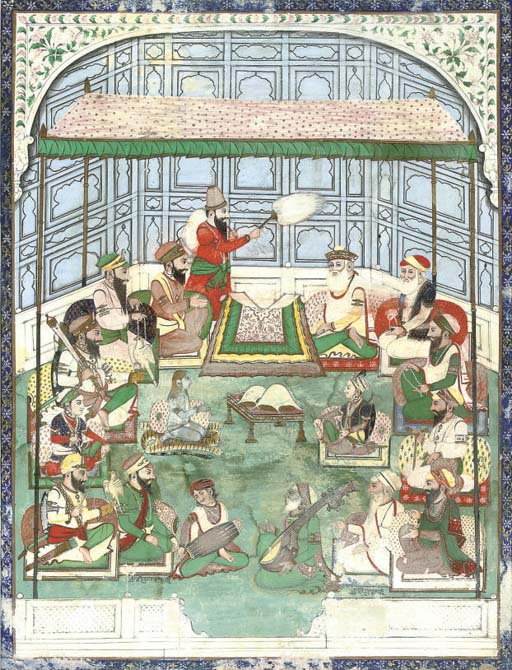
Les dix Gurus du sikhisme (1700).

Selon le sikhisme, guru vient, étymologiquement, de gu, obscurité, et ru, vers la lumière. Le guru, comme dans l'hindouisme, est donc celui qui mène le disciple de l'obscurité vers la lumière. À ce titre, le guru est indispensable pour atteindre la vérité. Il y a, dans le sikhisme, dix gurus humains auxquels s'ajoute un onzième, le Siri Guru Granth Sahib, livre sacré des sikhs qui regroupe les hymnes et les enseignements des gurus.

## Quatre significations
Guru est un mot important qui renvoie à quatre sens différents.
Le premier sens renvoie à Dieu. En effet, Dieu est le guru, l'être en dehors du temps, même s'il pénètre dans la dimension temporelle. Dieu, appelé aussi Waheguru, est l'instructeur divin. Pour le sikhisme, le guru se retrouve aussi dans l'hindouisme ou dans l'islam.
La deuxième explication du mot est le guru humain. Les Sikhs reconnaissent onze gurus, dix ayant vécu en chair et en os, et le dernier incarnant l'âme des dix précédents et prenant la forme d'un livre, le Siri Guru Granth Sahib :
1. Guru Nanak (1469-1539) fonde la religion sikh
2. Guru Angad (1504-1552) crée l'alphabet gurmukhî et compose 62 hymnes.
3. Guru Amar Das (1479-1574) installe la communauté des Sikhs à Goindwal, non loin de l'actuelle Amritsar. Il initie également la tradition du Langar, ou repas pris en commun par tous les fidèles au-delà de leurs statuts sociaux, de leurs origines raciales, de leur sexe. Il milite ardemment contre de nombreuses pratiques, telles l'infanticide des filles, l'immolation des veuves, la réclusion des femmes, la ségrégation des castes, etc.
4. Guru Ram Das (1534-1581) fonde la ville d'Amritsar
5. Guru Arjan (1563-1606) termine la construction du temple d'Or et compile l'Âdi Granth. Il est martyrisé par le pouvoir moghol, sur ordre de Jahângîr, pour avoir refusé de faire entrer la tradition sikh sous le joug de l'islam.
6. Guru Hargobind (1595-1645) se proclame détenteur de l'autorité temporelle (Miri) autant que spirituelle (Piri) et lève une armée pour défendre les Sikhs et le peuple du Panjâb contre le fondamentalisme moghol.
7. Guru Har Rai (1630-1661) poursuit la tâche de son prédécesseur, prêche dans toute l'Inde du Nord et consolide les fondations de la communauté des Sikhs
8. Guru Har Krishan (1656-1664), l'Enfant Guru, devient guru à cinq ans et meurt de la variole trois ans plus tard. C'est donc le seul guru figuré sans barbe.
9. Guru Tegh Bahadur (1622-1676) est décapité sur ordre d'Aurangzeb pour avoir prêté refuge à des brahmanes du Cachemire et pour avoir refusé de se convertir à l'islam.
10. Guru Gobind Singh (1666-1708) le dernier guru incarné. Il complète l' Âdi Granth, militarise les Sikhs, forme le Khâlsâ Panth. Il instaure le baptême, l'adoption des cinq K et l'adoption des patronymes Singh (Lion) pour les hommes et Kaur (Princesse) pour les femmes. Après de nombreuses années passées à combattre les troupes mogholes et les persécutions d'Aurangzeb, il sacre le Siri Guru Granth Sahib comme son ultime successeur.
11. Le Siri Guru Granth Sahib, le Livre, l'ultime guru, la manifestation dans sa forme la plus élémentaire du Shabad Guru[Quoi ?].

Le Guru Granth Sahib  rappelle à ce propos, page 463 que
« Même si une centaine de lunes devaient apparaitre, et mille soleils,

Même avec une telle lumière, les ténèbres persisteraient sans la présence du guru. »
Le troisième sens du mot pointe donc non pas vers un guru de chair et d'os mais vers le Guru Granth Sahib, le guru intemporel laissé par Guru Gobind Singh.
Un quatrième et dernier sens est lié à l'expression Guru Panth, c'est-à-dire la communauté sikhe. Bien qu'elles soient d'ordre temporel, ses décisions marquent les croyants.

## Gurbilas
Gurbilas  est un mot utilisé dans le sikhisme qui signifie souhait des Gurus.
Des écrits portant le titre du gurbilas sont référencés dans la littérature sikhe.

### Synopsis
Trois gurbilas spécialement sont des textes poétiques sur la vie des gourous fondateurs du sikhisme, un sur le Guru Hargobind et deux sur le Guru Gobind Singh. Ces gurbilas sont des biographies qui racontent la vie des gourous d'un point de vue non pas spirituel mais terrestre. Ils portent les titres respectifs de Gurbilas Chhevin Patshahi, Gurbilas Patshahi 10, et Gurbilas Patshahi Dasvin.
Un quatrième gurbilas, le Gurbilas Baba Sahib Singh Bedi est référencé par les historiens, cependant cette biographie ne parle pas directement d'un Guru fondateur du sikhisme mais comme son titre l'indique de Baba Sahib Singh Bedi un descendant de Guru Nanak qui est décrit comme une incarnation de Guru Gobind Singh avant sa vie de Guru. Ce poème a un intérêt du fait qu'il décrit la vie au Punjab aux alentours du XVIe siècle.